# Enrique Wolff
Enrique Ernesto Wolff dos Santos (Buenos Aires, 21 de fevereiro de 1949) é um ex-futebolista argentino que competiu na Copa do Mundo FIFA de 1974.
Atuou durante a maior parte da carreira no Racing Club. Jogou também por River Plate, Las Palmas, Real Madrid e Argentinos Juniors.
Encerrou sua trajetória futebolística no anos de 1981, quando atuava pelo Tigre.